# Bruksellive

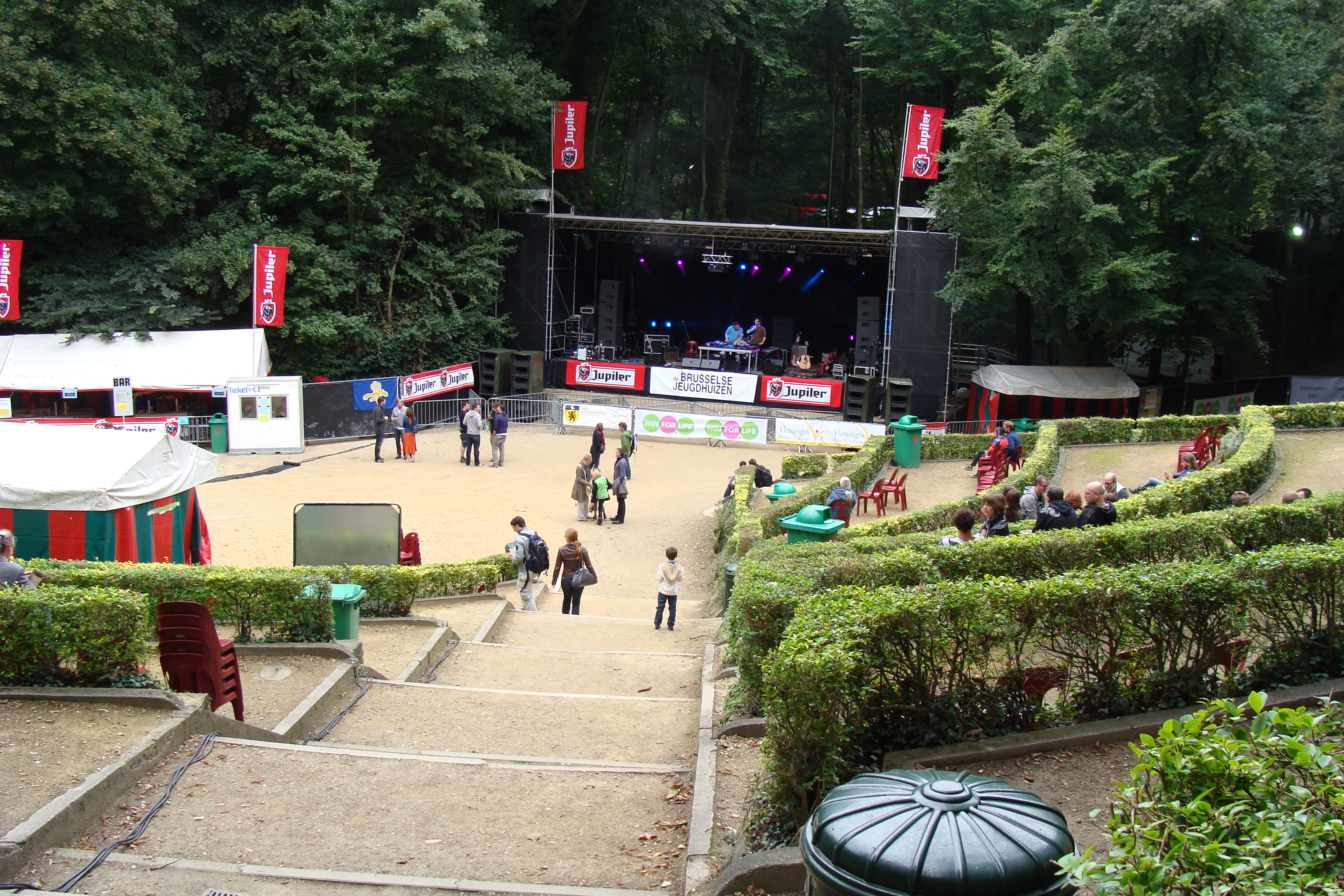
Bruksellive 2011

Bruksellive was van 2005 tot 2015 een festival te Brussel van de Brusselse jeugdhuizen. Het vond jaarlijks plaats in het Groentheater in de schaduw van het Atomium op de laatste zaterdag van juli. Het gratis festival werd georganiseerd door vrijwilligers.

## Geschiedenis
In 2005 organiseerden de Brusselse jeugdclubs en jeugdhuizen een muziekfestival voor alle Brusselse jongeren. Deze eerste editie van Bruksellive vond plaats op 30 juli 2005. Zo'n 500 mensen bezochten de festivalsite in het Ossegempark. Ze kregen er een divers muzikaal programma onder de bollen van het Atomium, in het hart van de stad.
De tweede editie op 29 juli 2006 was bracht zowel nationale topartiesten als jong, aanstormend Brussels talent. Het bezoekersaantal was vertienvoudigd in vergelijking met het jaar ervoor. 5000 festivalgangers vonden de weg naar het Groentheater, een oud amfitheater op een boogscheut van de groene vlakte waar Bruksellive 2005 plaatsvond.
Bruksellive 2007 trok meer dan het dubbele aantal bezoekers van 2006: 10.000 bezoekers. In 2008 trokken 13 000 mensen naar het Groentheater. Voor deze editie waren een aantal extra organisatorische inspanningen gemaakt vanwege veiligheid en ecologie. Verder werd er gewerkt aan toegankelijkheid voor mindervaliden en was er een kinderdorp. Het festival groeide uit tot een vaste waarde in het Brusselse cultuurlandschap. De tiende editie in 2014 was een groot feest.
Het voorlopig laatste festival was de editie van 2015.

## Overzicht
2005
500 toeschouwers

Main stage: Krewcial - HUMb - Cleo's Family - De Nihilisten - Heardbeat Movement - Mass Market - De Fanfaar Kamerklink - Surprise Attac - Onda Sonora - Dj Shame ft Stitcha
2006
5.000 toeschouwers

Main stage: Absynthe Minded - Lalalover - Briskey - El Guapo Stuntteam - Black Box Revelation - Monov - Red D ft Lady Linn - Sun to Sheeva - Onda Sonora - FM Brussel All Stars
2007
10.000 toeschouwers

Main stage: Vive La Fête - Discobar Galaxie - Mint - Seyna - Larsson - Joshua - Members of Marvelas - Arquettes - Transit - Onda Sonora

Brussels stage: Airplane

2008
13.000 toeschouwers

Main stage: Daan - Black Box Revelation - Laston & Geo - The tellers - Darko - Puggy - Balthazar - Jasper Erkens - Onda Sonora

Stella stage: Baloji - LeFtO - Laid back crew - Arkangel - Team William - De anale fase

Redbull stage: Cosy Mozzy - Compuphonic

2009
16.500 toeschouwers 

Main Stage: Front 242 - Onda Sonora - The Hickey Underworld - The Sedan Vault - Madensuyu - Malibu Stacy - Beat Torrent (FR) - King DJ (Aka DJ 4T4) - Work

2nd Stage: Lady Linn and her Magnificant Seven - Lefto ft Kastor & Dice and Ben Westbeech (UK) - Steak Number Eight
2010
20.000 toeschouwers 

Main Stage: Das Pop - Willow - School is Cool - Drive Like Maria - Mintzkov - Pitchtuner (GER) - Jammin Troopers - Marble Sounds - Isbells - dj’s 54 kollaktiv

2011
23.000 toeschouwers 

Main Stage: Stijn - SX - Drums Are for Parades - Phaeleh - Vismets - Teddiedrum

Theater Stage: Motek - The Cinematic Orchestra - 74 Miles Away - Title & Delvis - DJ Cheeba - Head Full Of Flames

Red Bull Music Academy Stage: Benji B - Zed Bias

2012
21.000 toeschouwers 

Jupiler Groentheater Stage: Nouvelle Vague - Flying Horseman - BRNS - Sleepers' Reign - Meridians - Mo&Grazz- Barefoot & The Shoes - Airplane - The DeVilles

22-Tracks Stage: Floating Points - Pomrad - Matias Aguayo - Jameszoo - Phonetics & Mezzdub - Kong & Gratts - Alex Deforce & Jazz Neversleeps - Funky Bompa & DJ Reedoo

Red Bull Elektropedia Stage: Presk - Locked Groove- Ed & Kim - Tom Kerridge- Cupp Cave- Voltron- Errorism - Gerry Read- Borealis

Br(ik-JH'ZEN Stage: The Farmer - DJ Smallz- Malavolta - Fo-Real - Arrestar - Orphans ft. Requake - Lucas Caroso - S.Fuller - Estatik - 18 inch - I-Mazing Sound - Bamboo Avenue - 1984 - From Harlow to Spits
2013
Jupiler Groentheater Stage: Hear, Hear! (A cheer) - Roselien - Tommigun - Oscar & The Wolf - Float Fall - Spinvis (NL) - Labyrinth Ear (UK) - Dalai Lama Renaissance - Koreless (UK)

22-Tracks Stage: Funky Bompa & DJ Reedoo - Monkeyrobot & Friends - Onda Sonora - Uphigh Collective (Live) - DJ Phonetics - Falty DL (USA) - Lefto - J Rocc (USA)

Red Bull Elektropedia Stage: Kingstux - We Bring You- Gullfisk - Le Cousin (Live) - Melja (FR) - LTGL - DJ Slow - Sinjin Hawke (BCL) - Tessela (UK) - A Made Up Sound AKA 2562 (NL) - Roebin De Freitas (Live)

Br(ik-JH'ZEN Stage: From Harlow to Spitz - Stella Nova - Dja-Vu - Cedric D - Julien J - KLBR - Elio Salamone - Stephan Thrills -  Stikstof - Deejay Vega - Mensch Erger Je Niet - The Farmer - DJ Abstrakt - Binobi - Bredren
2014
Belfius Groentheater Stage: The Geraldines - Teranga Bad - Hydrogen Sea - Joy Wellboy - Robbing Millions - Zap Mama - LeFt0 - Vuurwerk

Red Bull Elektropedia Stage: Haring - Moodprint - Yellowstraps - Mo Kolours - Young Marko - Andrès - Marshall Jefferson - Huxley - Deg & A.Bhreme

Toestand Stage: 54Kollaktiv - Palsembleu - DJ Sofa - &apos - Crumar Young - Pruikduif - Onmens - Mr Mercaille - Le Club Des Chats - Hiele - Joost De Lyser - The Acid - Vikkei

Br(ik-JH'zen Stage: Livitones - 3 Of A Kind - Kenny Travers - Lockwood - UPTOP - Polygon - Dtekt b2b Kinkie - DJ Gette - Binobi - Kings Low - PEAS - DJ Abstrakt
2015
Groentheater Stage: Youngblood Brass Band - L'Or Du Commun - Onda Sonora - Seatle - Reuske 

FM Brussel Stage: Joe Claussell - Paul Johnson (producent) - Shed - Horse Meat Disco - Space Dimension Controller - Borealis - Kasett

Soundsystem Stage: Front De Cadeaux - Mike Waullie - Buntlax - Gerd The Wild - Livitones - Phonetics - 013 soundsystem - Lawrence Le Doux B2B Dekeizer

BXL Jhzen Stage: UMI - Wife Mandala - Ferdinand - Jef Karakol - Yassassin - Tuub - Afilakacid - Alex P - Dja Vu - Kelly Verbier - Daggles - Joris Souleyman - Abstrakt - AFK - I-Mazing Sound.

## Locatie
Het kader waarin Bruksellive plaatsvond was speciaal. Het Groentheater is een oud openlucht amfitheater in het Ossegempark net naast het Atomium. Sinds de jaren 70 is er jaarlijks het festival Brosella voor folk en jazzmuziek. Tegenwoordig is het ook de site waar het populaire Brussels festival Couleur Café plaatsvindt.

## De Brusselse Jeugdhuizen
Er zijn negen jeugdhuizen verspreid over het Brussels Hoofdstedelijk Gewest, samen tellen zij min of meer 1500 vaste leden. Bruksellive was het grootste gemeenschappelijk project van deze jeugdhuizen.